# Bactrospora subdryina
Bactrospora subdryina är en lavart som beskrevs av Sparrius, Saipunkaew & Wolseley. Bactrospora subdryina ingår i släktet Bactrospora och familjen Roccellaceae.   Inga underarter finns listade i Catalogue of Life.